# Eugene Falleni
Eugene Falleni (25 de julio de 1875 – 10 de junio de 1938), (también conocido como Harry Leo Crawford y Jean Ford), fue un hombre transgénero que asumía tanto en público como en privado una identidad masculina, y que fue condenado por el asesinato de su esposa.

## Primeros años
Nació el 25 de julio de 1875, cerca de Livorno (según lo indica su familia), o Florencia, Italia y recibió el nombre de Eugenia. Fue el menor de los veintidós hijos que tuvieron sus padres, de los que sobrevivieron diecisiete (diez niños y siete niñas). Falleni emigró con su familia a Wellington, Nueva Zelanda en 1877, teniendo apenas dos años. Su padre, un disciplinador severo, trabajó como transportista con un carro y un caballo, y como pescador, entre otras ocupaciones. Falleni, luego de vestirse repetidas veces con atuendo masculino para obtener trabajo en fábricas de ladrillos y establos durante su adolescencia, dejó su hogar con la apariencia de un grumete y comenzó a llamarse a sí mismo Eugene Falleni. Su familia realizó poco esfuerzo por encontrarlo luego de años de ser hostiles y oponerse a ese comportamiento.

## Australia y casamiento
Luego de varios años en el mar, según su propio relato, su sexo biológico fue descubierto a bordo luego de una conversación ebria con el capitán del barco. Habían estado hablando en italiano cuando Falleni inadvertidamente declaró que su abuela lo llamaba piccolina ("pequeña" en italiano). A pesar de sus esfuerzos, Falleni falló en aliviar las sospechas del capitán. Pronto comenzó a ser excluido por los demás miembros de la tripulación, y se convirtió en víctima de repetidas violaciones por el capitán. Además como tener una mujer a bordo de una nave era considerado tradicionalmente como una invitación a la mala suerte, fue despedido y dejado en tierra en estado de embarazo en 1898, en la siguiente parada en Newcastle, Australia.
Ese mismo año, dio a luz en Sídney a su hija, Josephine Crawford Falleni, y la puso al cuidado de una mujer italiana, la señora De Angeles, en Double Bay. Pronto tomó una nueva identidad masculina como 'Harry Leo Crawford', supuestamente de ascendencia escocesa, visitando a su hija pero con poca frecuencia. Josephine llamó "abuela" a la señora De Angeles y más tarde recordó que "Abuelita" le dijo que su padre era capitán de barco.
Después de una serie de trabajos manuales en carnicerías, bares y en una fábrica de hule, en 1912, Falleni empezó a ser empleado por el doctor G. R. C. Clarke en Wahroonga, al norte de Sídney, como un general y útil conductor de sulky. Fue allí donde conoció a la hermosa ama de llaves del Dr. Clarke, Annie Birkett, que había enviudado varios años antes y se fue con su hijo de 13 años a Balmain, donde con sus ahorros abrió una confitería. Falleni la siguió allí. Para Annie, 'Crawford' era un hombre apuesto, que le dedicó mucha atención, mientras hacía caso omiso del otro personal femenino. El 19 de febrero de 1913 se casaron en la sede de la congregación metodista.

## Muerte de Birkett, segundo casamiento y arresto
En 1917 Annie Birkett de treinta y cinco años de edad, fue informada por un vecino que Falleni "era mujer". Ella se enfrentó con su marido al respecto pero se negó a confirmarle su sexo biológico, por temor a que Annie avisara a la policía y lo arrestaran. Al poco, al parecer Annie resolvió poner fin al matrimonio, mientras Falleni esperaba que este continuase.
El 1 de octubre de 1917 Annie propuso que ambos hiciesen un pícnic cerca del río Lane Cove. Según la declaración posterior de Falleni a la policía, los dos habían reñido al revelarle Annie su intención de dejarle al no poder continuar con el matrimonio teniendo conocimiento de que su marido había "nacido mujer". Según la confesión de Falleni, en un momento de la discusión, Annie supuestamente se tropezó y cayó hacia atrás golpeándose mortalmente la cabeza con una roca. A pesar de sus esfuerzos, Annie murió en cuestión de minutos y Falleni angustiado y en pánico no supo qué hacer con el cuerpo. No hubo testigos de la supuesta caída de Annie. Entonces Falleni decidió en ese momento quemar el cadáver con el objetivo de que no fuera posible identificarlo, temiendo que si se identificaba el cuerpo de Annie, sería detenido y se revelaría su verdadero sexo.

El cuerpo de Annie fue descubierto unos días después en unos matorrales, en los alrededores de Mowbray Road, Chatswood. El médico forense oficial, el Dr. Palmer, informó que:
"El cuerpo estaba muy carbonizado. No se encontraron signos claros de violencia, y el estómago contenía mucha comida. No había olor a alcohol y los órganos del cuerpo estaban sanos. La muerte habría ocurrido probablemente debido a las quemaduras...".
El cuerpo de Annie no fue identificado. Los periódicos informaron que la Policía había decidido que posiblemente no se trató de un asesinato y creían que era un caso de suicidio con base en los rumores sobre que una mujer había sido vista por la zona "actuando de una manera extraña" así como por el descubrimiento en el lugar de una pequeña botella de queroseno. En última instancia, la investigación concluyó en un veredicto abierto y los restos fueron enterrados en un ataúd marcado como "El cuerpo de una mujer desconocida" en el cementerio de Rookwood (Rookwood Cemetery).
Cuando el hijo de Annie le preguntó a Falleni por la ausencia de su madre, Falleni le contestó que ella se había fugado con otro hombre. Un testigo en el juicio más adelante también afirmó que Falleni le había dicho que Annie se había "ido".
En 1919, Falleni conoció a Elizabeth King Allison, una solterona de cincuenta años conocida como Lizzie, con quien se casó en septiembre de ese mismo año en Canterbury, dando Falleni el nombre de 'Harry Leo Crawford', "nacido en Escocia y que su ocupación era ingeniero mecánico".
Después de la desaparición de su madre, el hijo de Annie tomó alojamiento en Woolloomooloo. En 1920, visitó a su tía y le contó cosas que finalmente llevarían a una entrevista con la policía. Según informó más tarde el chico había dicho que después de regresar de un fin de semana de vacaciones, a la búsqueda de su madre desaparecida, fue llevado por Falleni al famoso lugar de suicidios "The Gap" en Sídney, donde lanzó piedras desde el acantilado. Por la noche, una semana después, Falleni lo llevó por unos matorrales cerca de Manning Road, Double Bay, y le pidió que cavara un hoyo en la tierra. Él lo hizo y luego regresaron a la ciudad.
Esto llevó a que Falleni fuera arrestado en un hotel en la esquina de las calles Parramatta Road y Johnston Street, en Annandale el 5 de julio de 1920. En el momento de su arresto, pidió ser colocado en una celda para mujeres. Había estado viviendo con Lizzie en una casa en Stanmore, pero pidió que su esposa no fuera informada de que "no era un hombre". Entre su ropa masculina en una maleta de cuero con llave, la policía encontró un "artículo", posteriormente exhibido en la corte, hecho de madera y caucho atado con tela en forma de falo o consolador (objeto habitualmente empleado por personas transgénero que adoptaron identidad masculina para hacer el amor con su esposa ignorante de su verdadera condición si llegaban a un matrimonio legítimo, aprovechando la rígida moral imperante hasta mediados del siglo XX que llevaba a que incluso muchos matrimonios copularan a oscuras).

Una gran multitud estuvo presente cuando Falleni fue recluido en la Corte Central de Policía por el cargo de asesinato y el abogado de Falleni, Maddocks Cohen, no solicitó la fianza. Un periódico describió al acusado:

"La mujer acusada es extrañamente interesante. Tiene un extraordinario parecido a un hombre, porque es facialmente masculina. Llevaba ropa de hombre. Mientras en el banquillo se veía claramente nerviosa. Llevaba un anillo de oro en el dedo meñique y "jugueteó" con él en el banquillo. En su mano derecha llevaba un sombrero de fieltro gris, su pelo es casi negro y recortado corto, estaba bien cepillado y partido en el lado izquierdo de su cabeza. Su rostro es notoriamente pequeño, especialmente en torno a la boca. Su cara está considerablemente arrugada, y sugiere que es mayor de lo que ella declaró de tener 43. Su ropa consistía en un muy gastado traje de tela de color gris oscuro, camisa de tenis blanca, y una corbata verde Broadway bien atada. Sus botas bien pulidas eran de charol".
Después del arresto y la prisión preventiva de Falleni, el 8 de julio de 1920, el inspector general de la Policía tomó las medidas necesarias para llevar a cabo la exhumación de los restos de Annie Birkett. Se decía que el hijo de Annie, que trabajaba en una sastrería, aún quería ayudar a la Policía que lo consideraba "un chico brillante e inteligente". Mientras tanto, la esposa de Falleni, Lizzie, fue citada por los medios de comunicación y afirmó que Falleni era "un marido ideal" y tenían "una vida matrimonial muy feliz", pero que desde el arresto había sido "tan molestada por llamadas y buscadores sensacionalistas" que se vio obligada a mudarse de casa.
A mediados de julio, la hija de Falleni, Josephine, fue localizada y dio una "declaración interesante" a la policía. La segunda autopsia, que incluyó rayos X, no reveló ninguna información nueva y el cuerpo de Birkett fue entregado a su familia para ser enterrado en Woronora el 24 de julio de 1920.

## Juicio por asesinato y condena
En la audiencia preliminar en agosto de 1920, los testigos incluyeron al dentista que hizo la dentadura postiza de Birkett encontrada en el cadáver quemado y la hermana de Annie, Lillie Nugent, que también identificó una piedra preciosa encontrada en el cadáver como perteneciente a Annie Birkett. El hijo de Annie dio pruebas de que su madre sólo se había casado con Falleni porque era muy persistente y después "siempre había peleas y ellos nunca fueron felices". Amplió su historia del viaje con Falleni a The Gap y dijo que Falleni había cruzado la valla de seguridad hasta el borde del acantilado y lo llamó para que él también fuese hasta allí, pero como Falleni "nunca pareció gustarle" y en esta ocasión "su manera de actuar era más desagradable" no lo hizo. El abogado de Falleni, Maddocks Cohen, se opuso a la evidencia de que llevó al chico a cavar hoyos en los matorrales, pero el magistrado lo permitió basándose en que indicaba el estado mental de Falleni. El médico oficial del gobierno, el Dr. Palmer, repitió su testimonio de la autopsia que creía que la fallecida murió por las quemaduras, estando viva cuando comenzó el incendio, debido a unas ampollas en la piel, pero no podía decir si estaba consciente o no. También declaró que las pequeñas grietas en el cráneo probablemente eran el resultado del fuego, pero una más sustancial podría haber sido evidencia de violencia. Henrietta Schieblich, quien alquiló a Falleni una habitación después de la muerte de Annie, dijo que Falleni le había dicho que su esposa lo había dejado y añadió: "Tuvimos una buena pelea, y le hice una grieta en la cabeza, y ella se fue". También afirmó que Falleni le había dicho que iba a matar al hijo de Annie la noche que lo llevó a cavar fosas en el matorral. Otro testigo apoyó la evidencia del hijo de Annie de que Falleni (que no sabía leer ni escribir), le había pedido a otras personas que buscaran menciones de un asesinato en los periódicos en las semanas posteriores a la desaparición de Annie.

El fiscal recibió la autorización para interrogar a la hija de Falleni, Josephine, como testigo en su contra y presentó su declaración jurada anterior a la policía como evidencia:
"Recuerdo a mi madre cuando tenía alrededor de siete años de edad, siempre llevaba ropa de hombre, y era conocida como Harry Crawford. Fui criada en Double Bay por la señora De Angeles, a la que llamaba "abuelita". Abuelita me dijo que Harry Crawford era mi madre, y que mi padre era el capitán de un barco. Mi madre era muy cruel conmigo cuando era una niña, y con frecuencia se olvidó de mi. Mi abuelita también me dijo que mi madre trató de sofocarme cuando yo era bebé. La señora De Angeles murió cuando yo tenía unos 12 años de edad, y mi madre me llevó a una confitería en Balmain, atendida por la señora Birkett, quien tenía un hijo llamado Harry. Mi madre me dijo que la señora Birkett tenía algo de dinero, y siempre pensaba que mi madre era un hombre. Le dije a mi madre: 'Te va a descubrir uno de estos días'. Mi madre respondió: 'Oh, ya lo veremos', 'prefiero acabar conmigo mismo que dejar que la policía sepa algo sobre mí'. Mi madre siempre me dijo que la llamara padre, y que no dejara que la señora Birkett ni nadie supiera que era mujer. No sabía que mi madre estaba casada con la señora Birkett, aunque ocupaban el mismo dormitorio. Discutían mucho, y mi madre le solía decir al salir: "Tantas peleas por ti. No puedo dormir'. Le conteste a mi madre y ella dijo: 'Oh, que hija encantadora que tengo'. Le dije: '¿Qué puedes esperar? Tengo una madre encantadora'. En 1917 me encontré con mi madre, me dijo que todo estaba al revés e inestable, que la señora Birkett había descubierto que era una mujer. Mi madre parecía muy agitada y siempre se mostraba reticente consigo misma".
Al finalizar la audiencia Falleni fue procesado y se le negó la libertad bajo fianza. A los pocos días después de la audiencia preliminar, el magistrado, el señor Gale, fue criticado en un periódico de Sídney por haber escoltado personalmente a la sala del tribunal y haber proporcionado unos lugares como "palcos" a una actriz y un actor conocidos.
En el juicio por asesinato de Falleni en octubre de 1920, en el juzgado de Darlinghurst, el "famoso hombre-mujer" causó sensación en la prensa, con el acusado apareciendo en el banquillo primero con traje masculino y luego con ropa femenina. El caso siguió con las pruebas presentadas en el juicio, aunque el fiscal mostró reticencia cuando "se refirió a las relaciones entre el acusado y la difunta" porque había algunos asuntos a los que no "debía referirse en presencia de mujeres". El Fiscal concluyó que se demostraba que el acusado "era tan práctico en el engaño" que pudo convencer a dos mujeres "durante años" de que era un hombre. Descrito inicialmente como 'un artículo', más tarde los reportes de la prensa relatando el registro policial de la casa que Falleni compartió con Lizzie en Stanmore, mencionaron el descubrimiento de un consolador en una bolsa perteneciente a Falleni. El diálogo entre Falleni y el detective de la policía se repitió en el tribunal:
[Falleni] dijo: "Lo encontrarás, algo allí que he estado usando".
Detective: "¿Qué es, algo artificial?".
[Falleni] replicó: "Sí, no dejes que ella lo vea".
Detective: "¿Quiere decir que ella no sabe nada de esto?".

[Falleni] dijo que su primera esposa tampoco lo sabía: "No hasta la última parte de nuestro matrimonio".
La evidencia de otros testigos no siempre apoyaron el caso de la Corona. Mientras se dirigía al trabajo, David Lowe vio a una mujer con una maleta comportándose de una manera "tonta", que desapareció en el matorral a 200 yardas de donde se encontraron los restos quemados. Y el inspector de policía Mayes fue uno de los que, en la investigación original, sugirió que el cuerpo podría haber sido de una mujer que se prendió fuego accidentalmente.
Falleni se declaró inocente del asesinato, pero el jurado solo tardó dos horas en dictar su veredicto, y fue sentenciado y condenado a muerte. Cuando el presidente de la Corte Suprema le preguntó si tenía algo que decir, Falleni consultó con un abogado antes de responder: "Llevo tres meses en Long Bay Gaol. Estoy a punto de sufrir un ataque de nervios. No soy culpable, señoría. No sé nada de este cargo. Solo a través de pruebas falsas me han condenado".
A mediados de octubre, Falleni interpuso un recurso de apelación contra su condena, cuya base era:
"El veredicto del jurado fue contra la evidencia, que las pruebas presentadas por la Corona eran débiles y meramente circunstanciales, que el caso contra el acusado establecido por la Corona fue destruido por la evidencia de los testigos médicos de la Corona, que la identificación de la recurrente con una persona a la que la Corona alegaba que había sido vista en los alrededores del lugar donde se halló un cadáver carbonizado no era satisfactoria y que, debido a la nerviosa postración en el juicio, la recurrente era físicamente incapaz de hacer una declaración de los hechos, lo que habría respondido a las pruebas circunstanciales...".
El Tribunal de Apelación Criminal desestimó el caso al considerar que si el jurado original "llegaba a la conclusión de que el acusado era la persona que había provocado la muerte de la mujer, sin importar de qué manera, estaba justificado encontrar un veredicto de culpabilidad". 
La sentencia de Falleni fue conmutada por la de cadena perpetua, pero su presunta inmoralidad al hacerse pasar por un hombre fue ampliamente difundida en la prensa popular, que lo describió como un monstruo y un pervertido.

## Liberación y muerte
Amigos de Falleni y trabajadores de la reforma penitenciaria solicitaron en varias ocasiones su liberación y en febrero de 1931, al parecer después de una visita de una hora con el prisionero, el Sr.Lamaro, el ministro de Justicia, le concedió la libertad sobre la base de sus casi sesenta años y que "no tenía una salud sólida", pero con la condición de que viviera como mujer. Al salir de Long Bay Prison, Falleni fue llevado en automóvil "a un destino desconocido". En el Evening News, volvieron a plantearse preguntas sobre el caso, como que no había certeza de que el cuerpo fuera el de Birkett, las fracturas del cráneo y el efecto del fuego, la posibilidad de veneno y la falta de "evidencia definitiva de que Falleni le hubiera quitado la vida a la mujer".
En abril de 1935, cuando el inspector Stuart Robson pronunció un discurso al asumir el cargo de oficial a cargo del distrito policial de Broken Hill, recordó su participación en el caso Falleni:
"También fui responsable del arresto de Falleni, la famosa mujer-hombre. Era hija de un capitán italiano y él la vistió con ropa de hombre y ella trabajó como grumete. Se mantuvo con vestimenta masculina y sus hazañas son bien conocidas. Fue condenada por el asesinato de su 'esposa' y condenada a cadena perpetua. La arresté cuando trabajaba como hombre, descomponiendo ron en un sótano de un hotel de Sídney. Eso fue tres años después del asesinato. Pensé que había arrestado a un hombre, y no fue hasta que se negó a desnudarse que pensé que algo andaba mal. Un médico hizo el descubrimiento. Luego fue liberada y desapareció por completo".
Tras su salida de prisión Falleni asumió una identidad femenina con el nombre de "Sra. Jean Ford", y se convirtió en propietaria de una pensión en Paddington, Sídney. El 9 de junio de 1938, se bajó de la acera en Oxford Street y fue atropellada por un automóvil, muriendo al día siguiente en el Hospital de Sídney. Fue identificado a través de los registros de huellas dactilares, y las 100 libras obtenidas de la venta del negocio de pensión justo antes del accidente que se encontraron en su bolso. La investigación arrojó un veredicto de muerte accidental. El aviso funerario de Falleni fue anunciado bajo su nombre final y fue enterrado en la sección de la Iglesia de Inglaterra del Cementerio de Rookwood (Rookwood Cemetery).